# The Absolute Universe-Forevermore
The Absolute Universe-Forevermore is een studioalbum van Transatlantic.

## Geschiedenis
Na vijf jaar stilte rondom Transatlantic kwam in november 2020 het bericht naar buiten dat de band in de afrondende fase zat van het nieuwe studioalbum. Opnamen waren begonnen in september 2019 in Zweden, dat wil zeggen bij Roine Stolt. Echter er moest eerder contact zijn geweest want Morse begon al in maart 2019 aan de teksten, die zouden teruggrijpen op het album The Whirlwind. Dat werd voor wat betreft thema losgelaten, maar de opzet bleef gelijk (één lang nummer). Na ongeveer twee weken in de Zweedse studio lag de basis voor het nieuwe album klaar, maar optredens, verplichtingen bij andere bands als ook de coronapandemie vertraagden het nawerk aanzienlijk. De vier musici, overigens bekend met “thuiswerk”, bleven maar muziek en tekst toevoegen om dit conceptalbum (of beter gezegd conceptnummer) omtrent de alledaagse problemen van de mens compleet te krijgen. Al het werk leverde een album op van 90 minuten en moest dus uitgesmeerd worden over twee compact discs. Trewawas en Morse vonden dat dat te lang zou zijn om de aandacht vast te houden en wilden inkorten, maar de andere twee leden waren daar weer niet gelukkig mee. Na overleg met het platenlabel InsideOut Music werd toen geopteerd voor het uitbrengen van twee versies, Forevermore en The Breath of Life, waarbij opgemerkt moet worden dat die laatste niet gezien kan worden als een verkorte versie van de eerste. Ze verschillen qua titels en tekst/muziek. Een derde versie van het album kwam gelijktijdig uit op blu-ray en duurt 96:30.
Portnoy en Stolt zijn verantwoordelijk voor Forevermore.
Voor de teksten liet Morse zich inspireren door zijn eigen leven en het verspillend gedrag van de mensheid (zelfzucht) in het algemeen. Hij vond inspiratie onder invloed van boeken als De eeuwige bron, Atlas Shrugged en The Virtue of Selfishness van Ayn Rand, maar zag de ongebreidelde vrijheid toch ook als oorzaak van problemen, zoals die pandemie. Bij Morse is een religieuze inslag nooit ver weg, door zijn geloof zag hij in dat hij op die manier niet verder kon komen.
Het lange album werd net als het korte goed ontvangen binnen de niche van de progressieve rock, al was er ook het commentaar dat Forevermore te lang was geworden en dat wellicht een onafhankelijk muziekproducent meer richting aan het album had kunnen geven, anderen vonden de krote versie weer te kort.      
Alle drie de albums werden in hoezen gestoken van Thomas Ewerhard rond de bekende Transatlanticzeppelin van Pavel Zhovba voorop. Ewerhard komt van de kant van Morse; hij ontwierp meerdere hoezen voor Morse en zijn voormalige band Spock's Beard. Ook de eindmix werd verzorgd door een bekende van Spock's Beard: Rich Mouser van The Mousehouse Studio, Los Angeles.

## Musici
- Neal Morse – zang, toetsinstrumenten, akoestische gitaar, churango
- Roine Stolt – zang, gitaren, ukelele, toetsinstrumenten, percussie
- Pete Trewavas – zang, basgitaar
- Mike Portnoy – zang, drumstel, percussie

Met elders opgenomen door Gabe Klein:
- Gideon Klein – cello, altviool en contrabas
- Josee Weigang – viool, altviool

## Muziek
| Nr. | Titel                                                       | Duur |
| --- | ----------------------------------------------------------- | ---- |
| 1.  | Overture (Morse, Stolt, Trewavas, Portnoy)                  | 8:12 |
| 2.  | Heart like a whirlwind (Morse, Stolt, Trewavas, Portnoy)    | 5:11 |
| 3.  | Higher than the morning (Morse, Stolt, Trewavas, Portnoy)   | 5:30 |
| 4.  | The darkness in the light (Morse, Stolt, Trewavas, Portnoy) | 5:43 |
| 5.  | Swing high, swing low (Morse, Stolt, Trewavas, Portnoy)     | 3:48 |
| 6.  | Bully (Morse, Stolt, Trewavas, Portnoy)                     | 2:11 |
| 7.  | Rainbow sky (Morse, Stolt, Trewavas, Portnoy)               | 3:19 |
| 8.  | Looking for light (Morse, Stolt, Trewavas, Portnoy)         | 4:00 |
| 9.  | The world we used to know (Morse, Stolt, Trewavas, Portnoy) | 9:22 |

| Nr. | Titel                                                             | Duur |
| --- | ----------------------------------------------------------------- | ---- |
| 1.  | The sun comes up today (Morse, Stolt, Trewavas, Portnoy)          | 5:39 |
| 2.  | Love made a way (prelude) (Morse, Stolt, Trewavas, Portnoy)       | 1:26 |
| 3.  | Owl howl (Morse, Stolt, Trewavas, Portnoy)                        | 7:06 |
| 4.  | Solitude (Morse, Stolt, Trewavas, Portnoy)                        | 5:41 |
| 5.  | Belong (Morse, Stolt, Trewavas, Portnoy)                          | 2:49 |
| 6.  | Lonesome rebel (Morse, Stolt, Trewavas, Portnoy)                  | 2:54 |
| 7.  | Looking for the light (reprise) (Morse, Stolt, Trewavas, Portnoy) | 5:13 |
| 8.  | The greatest story never ends (Morse, Stolt, Trewavas, Portnoy)   | 4:18 |
| 9.  | Love made a way (Morse, Stolt, Trewavas, Portnoy)                 | 8:03 |

## Verkoop
De gezamenlijke albums kwamen direct na uitbrengen in diverse albumlijsten terecht. Echter ze vertrokken net zo snel, als ze kwamen. In de landen met de hoogste noteringen Duitsland (plaats 3), Zwitserland (plaats 3), Oostenrijk (plaats 7)  en Nederland (plaats 4) stonden ze maar enkele weken genoteerd (Nederland: 2 weken).  